# 图尔盖河
图尔盖河（تورعاي وزەنى）是哈萨克斯坦境內的一條河流。源出该国中部的乌卢套山西北坡，河源海拔1133米。由扎尔达马河与卡拉图尔盖河汇合而成。卡拉图尔盖河为西北向，扎尔达马河为西-西南向。两河汇合后转向西南方向，经图尔盖河谷，到努拉后再折转东南，最后注入谢卡尔－纽吉兹沼泽。全长825公里，流域面积15.7万平方公里，河口多年平均流量1110平方米／秒，径流量350亿立方米。